# Phù thủy xui xẻo
Phù Thủy xui xẻo (The Worst Witch) là một bộ truyện dành cho trẻ em được viết và minh họa bởi chính tác giả Jill Murphy. Nội dung chủ yếu của bộ truyện chủ yếu kể về những câu chuyện ở trường học mang màu sắc kỳ ảo, gồm 7 quyển sách đã được xuất bản. Quyển đầu tiên mang tên Phù thủy xui xẻo và Biến cố năm thứ nhất (do NXB Kim Đồng tự đặt nhan đề phụ) đã được xuất bản vào năm 1974 bởi Allison và Busby, và quyển mới đây nhất là Phù Thủy xui xẻo và Sao điều ước được xuất bản vào năm 2013 bởi Puffin Books, là nhà xuất bản hiện tại của toàn bộ truyện tại Anh Quốc. Bộ truyện đã trở thành một trong những quyển sách thành công nhất trong dòng văn học cho giới trẻ của NXB Puffin và đã bán được hơn 4 triệu bản.
Vào năm 1986, quyển sách đầu tiên đã được dựng thành phim điện ảnh được chiếu trên truyền hình với cùng một nhan đề. Một bộ phim truyền hình dựa trên cả bộ truyện đã được phát sóng từ năm 1998 đến năm 2001, ngay tiếp sau đó đã truyền cảm hứng cho 2 bộ phim ăn theo khác là Weirdsister College (năm 2001), và The New Worst Witch (2005). Một bộ phim truyền hình mới được làm lại và phát sóng trên CBBC vào tháng Giêng năm 2017. Bộ phim này sau đó cũng sẽ có trên hệ thống Netflix.
Tại Việt Nam, bộ truyện này đã được Nhà xuất bản Kim Đồng mua bản quyền và xuất bản dưới tên gọi là Phù Thủy xui xẻo. Do tập đầu tiên không có nhan đề phụ nên Kim Đồng đã đặt thêm nhan đề phụ là Phù Thủy xui xẻo:  Biến cố năm thứ nhất, xuất bản lần đầu tiên năm 2009. Cho tới hiện tại (2018), bộ truyện đã có phiên bản tiếng Việt của 6 tập đầu tiên.

## Nội dung chính
Những cuốn sách tập trung vào Mildred Hubble, một cô phù thủy nhỏ đã ghi danh vào Học viện Cackle, một ngôi trường phép thuật dành cho các Nữ Phù thủy. Mặc dù có ý tốt, Mildred với tính cách vụng về đã lôi cô vào những tình huống bi đát, và từ đó cô bị coi như là một học sinh tệ nhất trong trường. Cô Cackle, bà Hiệu trưởng nhân từ, là người thấu hiểu mọi việc. Trong khi đó, bà giáo chủ nhiệm của Mildred là Cô Hardbroom luôn cho rằng Mildred chưa thực sự cố gắng hết sức mình. Thêm vào đó,cô phù thủy xui xẻo này đã phải đối mặt Agatha,người chị của cô hiệu trưởng,bà ấy luôn tìm mọi cách để ngôi trường thuộc về mình.
Bạn của Mildred gồm có Maud Spellbody, một cô bé tròn trịa, nhạy bén và luôn tìm cách tránh xa rắc rối, và Enid Nightshade, một cô bé thực tế và có nhiều khả năng hơn Mildred, và ba người họ thường xuyên bị vướng vào nhiều rắc rối. Bộ ba này thường xuyên phải đối đầu với Ethel Hallow, một cô bạn cùng lớp hợm hĩnh khinh người và hay thù vặt.
Mỗi cuốn sách kể về một học kỳ của Mildred tại trường. Và mỗi năm học thì có cả thảy hai học kỳ: Học kỳ Đông từ tháng Chín đến tháng Giêng và học kỳ Hè từ tháng Ba cho đến tháng Bảy. Trong quyển Phù thủy xui xẻo và Sao điều ước, cuốn sách mới đây nhất, Mildred  đang trong học kỳ Đông của năm thứ tư tại trường.
Các tác giả Jill Murphy bắt đầu viết Phù thủy xui xẻo khi mới 15 tuổi, khi cô đang còn đi học, nội dung truyện dựa trên nhiều trải nghiệm cá nhân của cô tại trường Ursuline Convent ở Wimbledon, Anh Quốc, với môn Nhạc trở thành Thần chú, môn Hóa là môm Độc Dược và nhiều thứ khác. Khi được hỏi về việc các ý tường này xuất hiện từ đâu, cô trả lời rằng: "Tôi cùng hai người bạn của mình thường trở về nhà trong bộ đồng phục xám xịt, và trông chúng tôi rất lôi thôi vào cuối ngày, đầu tóc thì bù xù. Mẹ tôi vẫn thường bào chúng tôi rằng 'Trông các con kìa. Mấy đứa dòm như ba bà phù thủy vậy đó!' và chính lời nói đó đã cho tôi ý tưởng về một trường học phù thủy – thực ra ngôi trường phù thủy trong truyện chính là ngôi trường tôi đã từng học, nhưng với một chút biến tấu thêm ma thuật. Tất cả các nhân vật được dựa trên người bạn học của tôi (cũng như kẻ thù) và giáo viên." Murphy hoàn tất quyền đầu tiên khi cô 18 tuổi, nhưng đã không thành công khi thỏa thuận phát hành, cô đành phải xếp nó lại vào ngăn kéo và quyết định tập trung cào những công việc khác. Sau khi làm việc như một cô nuôi dạy trẻ ở một Nhà trẻ, Murphy tình cờ nhận được cuộc điện thoại từ một nhà xuất bản nhỏ quan tâm đến quyển sách. Cuối cùng Phù thủy xui xẻo cũng được xuất bản vào năm 1974, khi đó Murphy đã 24.

## Các tập truyện

### Phù thủy xui xẻo: Biến cố năm thứ nhất
The Worst Witch (ISBN 978-0-85031-142-6) được xuất bản lần đầu tiên vào năm 1974 bởi Allison và Busby, nhà xuất bản duy nhất chịu xuất bản và làm quyển sách trở nên nổi tiếng, trước đó quyển này đã bị từ chối bởi 3 nhà xuất bản khác.

### Phù thủy xui xẻo: Lại nổi tiếng
The Worst Witch Strikes Again (ISBN 978-0-85031-251-5) được xuất bản đầu tiên vào năm 1980 bởi  NXB Allison và Busby đồng thời giới thiệu một nhân vật mới, Enid Nightshade.

### Phù thủy xui xẻo: Câu thần chú xấu xa
A Bad Spell for the Worst Witch (ISBN 978-0-7226-5763-8) được xuất bản vào năm 1982. Quyển này có sự xuất hiện của em gái  Ethel Hallow là Sybil Hallow, và người bạn của cô là Clarice Crow.

### Phù thủy xui xẻo: Ở Biển
The Worst Witch All at Sea (ISBN 978-0-670-83253-8) được xuất bản vào năm 1993. Đây là quyển duy nhất không lấy bối cảnh trong Học viên Cackle, thay vào đó là ở biển.

### Phù thủy xui xẻo: Vị cứu tinh
The Worst Witch Saves the Day (ISBN 978-0-14-138218-0) đã được xuất bản năm 2005. Tập này xuất hiện Agatha Cackle giả trang thành giáo viên mới là cô Granite.

### Phù thủy xui xẻo: Một cuộc giải cứu
The Worst Witch to the Rescue (ISBN 978-0-14-138301-9) đã được xuất bản năm 2007. Tập này có sự xuất hiện của người bạn của Ethel Hallow, là Drusilla Paddock.

### Phù thủy xui xẻo và Sao điều ước
The Worst Witch and the Wishing Star (Scholastic UK, ISBN 978-0-141351995 (?), ISBN 978-0-141383996) đã phát hành bởi Scholastic UK vào ngày 3 tháng 2013.

### Phần thưởng đầu tiên của Phù thủy xui xẻo
Murphy thông báo trong năm 2017 rằng tập thứ 8 cũng là tâọ cuối cùng trong bộ truyện, có tên là First Prize for the Worst Witch. Cuốn sách sẽ kể về ngày tốt nghiệp của Mildred ở cuối năm thứ tư. Việc viết lách của cô đã bị trì hoãn khi Murphy phải trải qua điều trị ung thư.

## Nhân vật

### Mildred Hubble
Mildred "Millie" Hubble là nhân vật chính của bộ truyện. Cô ấy là một phù thủy trẻ tốt bụng, nhưng không khôn khéo, cô chẳng bao giờ làm được việc gì ra hồn. Cô kết bạn cùng Maud
Maud Spellbody
Maud cũng giống như Nhật vật  chính . Maud là người bạn thân nhất của Mildred Hubble 
Ethey Hallow
Ethey Halow “Ethei” Gia tộc nhà Hallow rất xấu  tính bởi vì nhưng ,Gia Tộc Hallow là Gia tộc ấy còn rất mạnh trong các các họ phù thủy . Vì Ethey rất xấu tính , Mildred còn là người Ethey ghét nhất